# تحية زروق
تحية زروق (؟ -) هي ممثلة ومخرجة مسرحية سودانية، تنحدر من أسرة أمدرمانية مارس بعض أفرادها السياسة والفن (فهي شقيقة القاص والأديب الطيب زروق)، تخرجت من المعهد العالي للموسيقى والمسرح 1975م- تخصص تمثيل وإخراج.

## إضاءات في حياتها
تعتبر تحية من الجيل الثاني من الممثلات لأن هناك من سبقنها في هذ المجال سواء على مستوى المسرح «نعمات حماد» أو الإذاعة «فوزية يوسف»، وهي استطاعت ان تضع الممثلة السودانية في مكانة جديدة ومختلفة وكانت تتويجاً لمسيرة الرائدات اللائي سبقنها، ارتبط اسم تحية بأعمال مركزية ومهمة في مسيرة المسرح السوداني «خطوبة سهير الرفض الأسد والجوهرة» وكذلك ارتباطها في الإذاعة بأعمال درامية ونوعية وذات وضع خاص في مسيرة الدراما الإذاعية مثل «الحراز والمطر» لهاشم صديق، ومسلسل «خطوبة سهير» لحمدنا الله عبد القادر، كما ارتبطت تحية بمخرجين نوعيين كصلاح الدين الفاضل ومكي سنادة، وأيضاً لها أعمال في التلفزيون القومي وصاحبة عمل كبير في الدراما التلفزيونية مسلسل «أيادي القدر».

## أعمال جمعتها ببلقيس عوض
من الأعمال التي جمعتها بالممثلة بلقيس عوض، مسرحية «زهرة النرجس» هذه المسرحية نالت أكثر من جائزة مما حدا بها لنيل الجائزة الكبرى في العام 1973م، وعمل آخر مصري سوداني «انهم يقتلون العريس»، والعديد من الأعمال كان آخرها المسلسل التلفزيوني «بيوت من نار» وهو آخر أعمال الراحل الاستاذ محمد خيري حامد.

## قصة زواجها من الفرنسي
تزوجت «باتريس ماغي» الذي كان يعمل أستاذاً بجامعة الخرطوم، وكان ماغي صديق شخصي للبروفيسور عبدالله الطيب، وعندما رأى تحية أخبر البروف عن رغبته في الارتباط بها كزوجة ولكن عبد الله الطيب قال له: ان ديننا لا يحلل زواج المرأة من غير المسلم، فرد عليه باغي بأنه سوف يعتنق الإسلام حتى يستطيع الزواج بتحية، ولكن البروف اعترض قائلاً: يجب عليك ان تعتنق الإسلام بقناعة تامة وليس من أجل الزواج بتحية، وعرض عليه ان يقوم بقراءة المصحف وتدبر معانيه والإطلاع على الأحاديث النبوية، فكان ان أسلم «باتريس» وحسن إسلامه ومن ثم تزوج بتحية.

## أميز أعمالها
- مسرحية «الرفض» تأليف وإخراج الفنان- حسن عبد المجيد.
- مسرحية «العلاقة» - عثمان على الفكي
- مسرحية «اللحظات الأخيرة» - حسن عبد المجيد
- مسرحية «نيتة ح بيبتي» - هاشم صديق- مكي سنادة
- مسرحية «كلنا آدم» حسن عبد المجيد- سعد يوسف[3]

## تحية واحتراماً
قامت تحية في العام 2013 وبعد غياب دام لعدد من السنوات، قامت ببطولة فيلم تلفزيوني «تحية واحتراماً» وتم تصويره بامريكا وهو من تأليف قصي السماني وإخراج أبوبكر الشيخ يهدف الفيلم للاحتفاء بتحية زروق حيث جسدت فيه دور البطولة. تحية زروق مقيمة الآن في كندا- سانت كاترين.